# 서울에너지설계사
서울에너지설계사는 서울시에서 주관하는 소정의 교육을 이수한 자로 에너지 사용 현장을 방문해 계측장비를 활용하여 에너지 사용 실태를 파악하고 에너지 절감요인을 발굴하여 절약할 수 있는 방법을 지도하는 컨설턴트를 말한다.